# Gunning (aanbesteding)
De term gunning wordt gebruikt voor de laatste fase van een aanbesteding. 

## Inschrijvingsvereisten
Alvorens tot overweging van gunning kan worden overgegaan wordt gekeken of aan de inschrijvingsvereisten is voldaan.
De inschrijvingsvereisten kunnen onder andere vermelden dat de inschrijver moet kunnen aantonen dat de sociale premies en belastingen betaald zijn, dat de inschrijver gelijksoortige projecten -naar tevredenheid- heeft uitgevoerd in de voorgaande jaren en een bepaalde omzet in de branche behaald heeft in de afgelopen jaren.
Het is aan de aanbesteder om de inschrijvingsvereisten op te stellen. Wel moet gezorgd worden dat er niet onnodig veel inschrijvers uitgesloten worden door te hoge eisen. Anderszins kunnen inschrijvingsvereisten opgesteld worden om geschikte inschrijvers te selecteren.

## Gunningscriteria
De gunningscriteria kunnen vrij eenvoudig zijn, zoals de laagste prijs, of ingewikkelder zoals de economisch meest voordelige aanbieding en andere constructies. In dat laatste geval gaat het om de prijs voor de uitvoering van de opdracht maar ook om bijvoorbeeld de kosten van onderhoud in de daarop volgende jaren.

## Gunning
De inschrijver die voldoet aan de inschrijvingsvereisten en de gunningscriteria krijgt de opdracht gegund. Een gunning is in principe gelijk aan een opdrachtbevestiging. Er bestaat soms de mogelijkheid dat de andere inschrijvers bezwaar kunnen maken.